# Азбери Парк (Њу Џерзи)
Азбери Парк (енгл. Asbury Park) град је у америчкој савезној држави Њу Џерзи. По попису становништва из 2010. у њему је живело 16.116 становника.

## Демографија
Према попису становништва из 2010. у граду је живело 16.116 становника, што је 814 (4,8%) становника мање него 2000. године.
| Група             | 2000.          | 2010.         |
| Белци             | 3.147 (18,6%)  | 3.511 (21,8%) |
| Афроамериканци    | 10.515 (62,1%) | 8.275 (51,3%) |
| Азијати           | 119 (0,7%)     | 77 (0,5%)     |
| Хиспаноамериканци | 2.637 (15,6%)  | 4.115 (25,5%) |
| Укупно            | 16.930         | 16.116        |